# باوريد تايغرز
باوريد تايغرز كان فريق كرة سلة فلبيني للمحترفين تأسس في سنة 2002. نافس في الرابطة الفلبينية لكرة السلة. تم حل الفريق في سنة 2012. كان مملوكا لشركة كوكا كولا ونافس باسم كوكا كولا تايغرز.

## أبرز اللاعبين
من أبرز اللاعبين الذين لعبوا معه:
- جوني أبارينتوس
- كينيث دوريمديس
- مارك سانفورد
- رشاد مكانتس
- دواين جونز